# Diaea olivacea
Diaea olivacea là một loài nhện trong họ Thomisidae.
Loài này thuộc chi Diaea. Diaea olivacea được Ludwig Carl Christian Koch miêu tả năm 1875.